# Sommer-Paralympics 2016/Teilnehmer (Tadschikistan)
| stlisierte Goldmedaille | stlisierte Silbermedaille | stlisierte Bronzemedaille |
| ----------------------- | ------------------------- | ------------------------- |
| —                       | —                         | —                         |

Tadschikistan entsendete zu den Paralympischen Sommerspielen 2016 in Rio de Janeiro einen Athleten. 

## Teilnehmer nach Sportart

### Leichtathletik
Männer:
- Romikhudo Dodikhudoev (100 und 400 Meter T45/46/47) (Vorlauf: 7. / Vorlauf: 5.)